# Герб Сарненського району
Герб Са́рненського райо́ну — офіційний символ Сарненського району Рівненської області, затверджений розпорядженням голови Сарненської райдержадміністрації №140 від 2 квітня 2003 року.
Автори герба — Юрій Терлецький та Богдан Прищепа.

## Опис
Основу герба складає геральдичний щит у формі прямокутника з півколом в основі, зеленого кольору, у центрі якого розміщене червоне вістря. Воно й ділить герб на три частини. 
У верхній частині вістря міститься лапчастий білий (срібний) хрест, а у центрі зображена золотиста сарна у стрибку, яка і символізує назву району та його прагнення до розвитку. 
Щит покладено на декоративний золотий картуш. Увінчує герб корона з дубового і вільхового листя. 